# Херметически орден на Златната зора
 Тази статия е за английския тайнствен орден.  За гръцката националистическа партия вижте Златна зора.  
Херметическият орден на Златната зора (Hermetic/Esoteric Order of the Golden Dawn) е окултна организация на тайно общество от края на XIX век, създадена в Англия, действала главно в Обединеното кралство (1887 – 1903 г.).
Орденът е предлагал система от 10 степени на посвещение, свързана с кабалистичното Дърво на живота. Посветен е на изучаването и практикуването на окултните, метафизичните и паранормалните дейности. Известен е като магически орден и фокусира своите практики върху теургията и духовното развитие. Много съвременни концепции за ритуал и магия, които са в центъра на съвременните традиции, като Уика  и Телема, са вдъхновени от Златната зора, която се превръща в едно от най-големите единични влияния върху западния окултизъм на ХХ век. Ръководителите на ордена обединяват знанията на масонството, розенкройцерите, както и знанията на средновековните и ренесансови окултисти. 
Орденът се разпада около 16 години след създаването си, но ученията, преподавани в него, оцеляват и днес представляват основна част от западната окултна традиция.

## Членове на ордена
- Алджърнън Блекууд (1869 – 1951), английски писател и радиоразпространител на свръхестествени истории [5]
- Алистър Кроули (1875 – 1947), окултист, писател и алпинист, основател на собственото си магическо общество
- Анна де Бремон, родена в Америка певица и писателка [6]
- Ани Хорниман (1860 – 1937), британска театрална продуцентка; член на богатото семейство на търговци на чай Хорниман [5]
- Арнолд Бенет (1867 – 1931), британски писател
- Артър Едуард Уейт (1857 – 1942), мистик
- Сър Артър Конан Дойл (1859 – 1930), автор на „Шерлок Холмс“, лекар, учен и спиритуалист [7]
- Артър Мейчен (1863 – 1947), водещ лондонски писател от 1890-те, автор на аплодирани произведения с въображение и окултна фантастика, като „Великият бог Пан“, „Белите хора“ и „Хълмът на мечтите“. Уелсец по рождение и възпитание.
- Брам Стокър (1847 – 1912), ирландски писател, най-известен днес със своя роман на ужасите „Дракула“ от 1897 г. [8]
- Вайълет Туидейл (1862 – 1936), автор.
- Густав Майринк (1868 – 1932), австрийски писател, разказвач, драматург, преводач, банкер и будист
- Дарио Карпанеда (1856 – 1916), италиански професор по окултист и езотерика в университета в Лозана
- Джон Тодхънтър (1839 – 1916), Актис Хелиу, ирландски поет и драматург, написал седем тома с поезия и няколко пиеси
- Евелин Ъндърхил (1875 – 1941), британска християнска мистичка, автор на „Мистицизъм: Изследване на природата и развитието на духовното съзнание“
- Едит Несбит (1858 – 1924), истинско име Едит Бланд, английска писателка и политическа активистка

- Едуард У. Беридж (около 1843 – 1923), британски лекар хомеопат [1]
- Израел Ригарди
- Мод Гон (1866 – 1953), ирландска революционерка, актриса.
- Памела Колман Смит (1878 – 1951), британско-американска художничка и създател на колодата Таро Райдър-Уейт
- Робърт Фелкин (1853 – 1925), медицински мисионер, изследовател и антрополог в Централна Африка, автор
- Сакс Ромер, романист, създател на героя на Фу Манчу
- Сара Олгуд (1879 – 1950), ирландска театрална актриса и по-късно филмова актриса в Америка
- Самюел Лидел МакГрегър Матерс
- Уилям Бътлър Йейтс (1865 – 1939), ирландски поет, драматург и писател.
- Уилям Уин Уесткот
- Уилям Шарп (1855 – 1905), поет и писател; псевдоним Фиона Маклауд
- Флорънс Фар (1860 – 1917), лондонска сценична актриса и музикант [5]
- Фредерик Лий Гарднър (1857 – 1930), британски борсов брокер и окултист; публикува тритомна библиография Catalog Raisonné of Works on the Occult Sciences (1912) [9]
- Чарлз Рошър (1885 – 1974), британски кинематограф
- Чарлз Хенри Алън Бенет (1872 – 1923), най-известен с представянето на будизма на Запада
- Чарлз Уилямс (1886 – 1945), британски поет, романист, теолог и литературен критик
- Дион Форчън (1890 – 1946) не е оригинален член на Златната зора, а по-скоро член на разклонения орден Златна зора Стела Матутина. Дион Форчън основава Обществото на вътрешната светлина.
- Израел Регарди не е бил член на оригиналната Златна зора, а по-скоро на Стела Матутина, за която той твърди, че е толкова близка до оригиналния ред, колкото може да се намери в началото на 30-те години (когато е посветен). Регарди написва много уважавани и признати книги за магията и Ордена на Златната зора, включително „Златната зора“, „Дървото на живота“, „Среден стълб“ и „Градина от нарове“.
- Пол Фостър Кейс не е бил първоначален член на Златната зора, но е членувал в организацията-приемник „Алфа и Омега“. Той е бил американски окултист.